# Anche se fuori è inverno
Anche se fuori è inverno è un singolo della cantante italiana Deborah Iurato, il secondo estratto dall'EP Deborah Iurato e pubblicato il 23 maggio 2014.

## Descrizione
Scritto da Fiorella Mannoia per il testo e da Cesare Chiodo e Antonio Calò per la musica, il brano è stato presentato per la prima volta dall'artista al talent show Amici di Maria De Filippi. Una versione acustica del brano è stata pubblicata nel secondo album della cantante, Sono ancora io.

## Tracce
1. Anche se fuori è inverno – 3:52 (Fiorella Mannoia, Bungaro, Cesare Chiodo)

## Video musicale
Il video è stato reso disponibile il 24 giugno 2014 attraverso il canale YouTube della cantante.

## Formazione
- Deborah Iurato – voce
- Clemente Ferrari – tastiera
- Davide Aru – chitarra
- Cesare Chiodo – basso
- Matteo Di Francesco – batteria
- Carlo Di Francesco – percussioni

## Classifiche
| Classifica (2014) | Posizione massima |
| ----------------- | ----------------- |
| Italia            | 1                 |